# Hahnia picta
Hahnia picta là một loài nhện trong họ Hahniidae.
Loài này thuộc chi Hahnia. Hahnia picta được Wladislaus Kulczynski miêu tả năm 1897.